# Thelyphassa obscura
Thelyphassa obscura is een keversoort uit de familie schijnboktorren (Oedemeridae). De wetenschappelijke naam van de soort is voor het eerst geldig gepubliceerd in 1880 door Broun.